# Cinco Santas Chagas

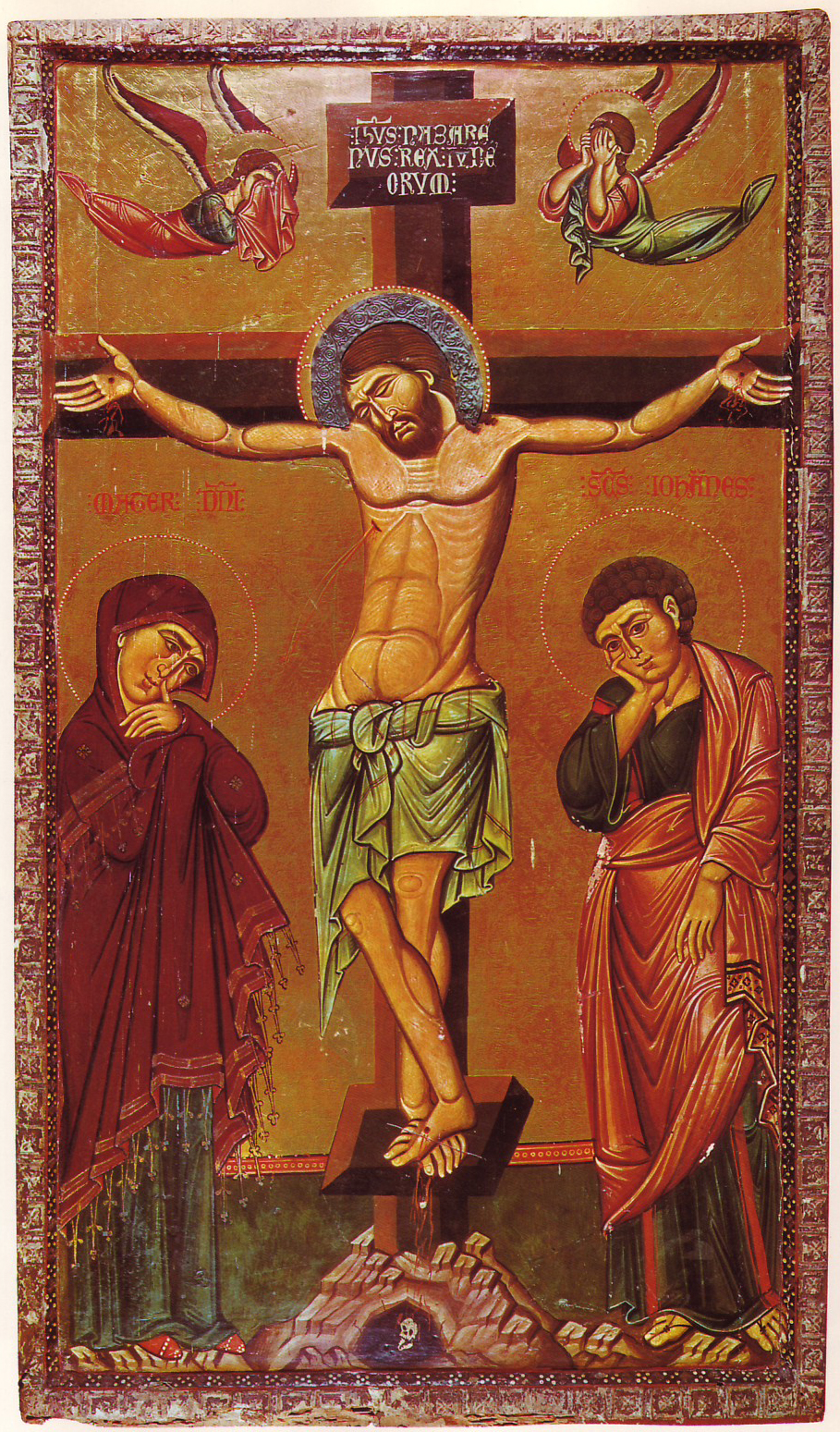
Ícone da Crucificação, mostrando as cinco chagas sagradas (século XIII, Mosteiro de Santa Catarina, Monte Sinai).

Na tradição cristã, as Cinco Santas Chagas, também conhecidas como Cinco Chagas Sagradas ou Cinco Chagas Preciosas, são as cinco feridas que Jesus Cristo sofreu durante a crucificação. As feridas têm sido foco de devoções particulares, especialmente no fim da Idade Média, e têm frequentemente sido refletidas na música e arte sacras.

## História
No decorrer de sua Paixão, Jesus sofreu várias feridas, como as da Coroa de Espinhos e as dos flagelos na coluna. A piedade popular medieval concentrou-se nas cinco feridas associadas diretamente à crucificação de Cristo, isto é, as feridas dos Santos Cravos nas mãos e nos pés, bem como a ferida da Lança que perfurou seu lado. 
O renascimento da vida religiosa e a atividade zelosa de Bernardo de Claraval e Francisco de Assis nos séculos XII e XIII, juntamente com o entusiasmo dos cruzados que retornaram da Terra Santa, deram origem à devoção à Paixão de Jesus Cristo.
Muitas orações medievais em honra das chagas sagradas, incluindo algumas atribuídas a Clara de Assis, foram preservadas. Santa Matilde de Hackeborn e Santa Gertrudes de Helfta eram devotas das Santas Chagas, sendo que a última recitava diariamente uma oração em honra das 5.466 feridas que, segundo uma tradição medieval, foram infligidas a Jesus durante sua Paixão. No século XIV, era costume no sul da Alemanha recitar quinze pais-nossos por dia (o que totalizava 5.475 no decorrer de um ano) em memória das feridas sagradas. 
Nos missais medievais, havia uma missa especial em homenagem às Chagas de Cristo, conhecida como a "Missa de Ouro". Durante sua celebração, cinco velas sempre eram acesas e era de crença popular que, se alguém a rezasse ou ouvisse em cinco dias consecutivos, nunca sofreria as dores do fogo do inferno.
O Rosário Dominicano também ajudou a promover a devoção às Santas Chagas, pois, enquanto as cinquenta contas menores se referem a Maria, as cinco grandes e os correspondentes pais-nossos têm por intenção honrar as Cinco Chagas de Cristo. Novamente, em alguns lugares, era costume tocar um sino ao meio-dia às sextas-feiras, para lembrar aos fiéis de rezarem cinco pais-nossos e ave-marias em homenagem às Santas Chagas.

## As chagas

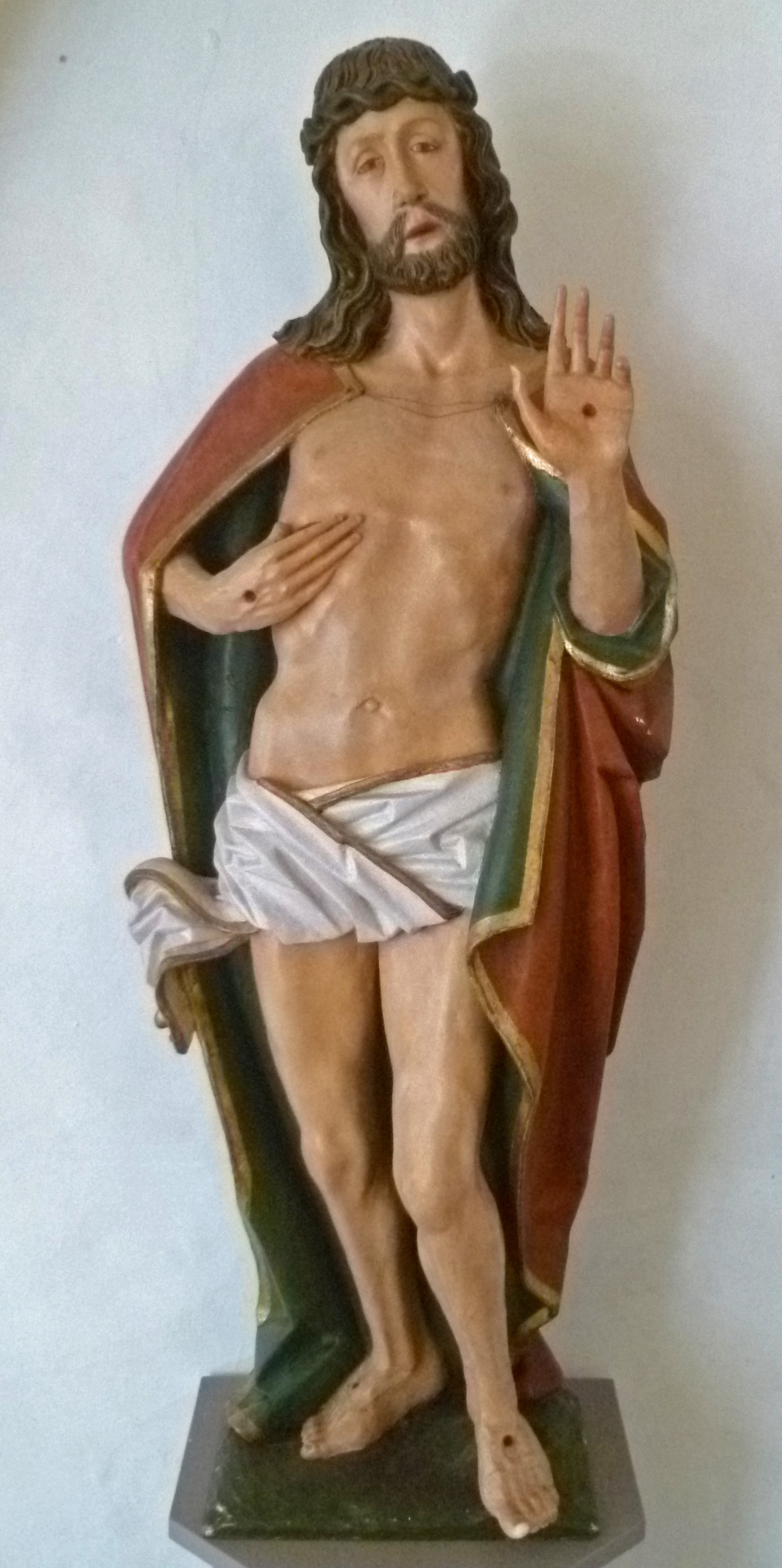
Cristo após sua ressurreição, com o ostentatio vulnerum, mostrando suas feridas, Áustria, c. 1500.

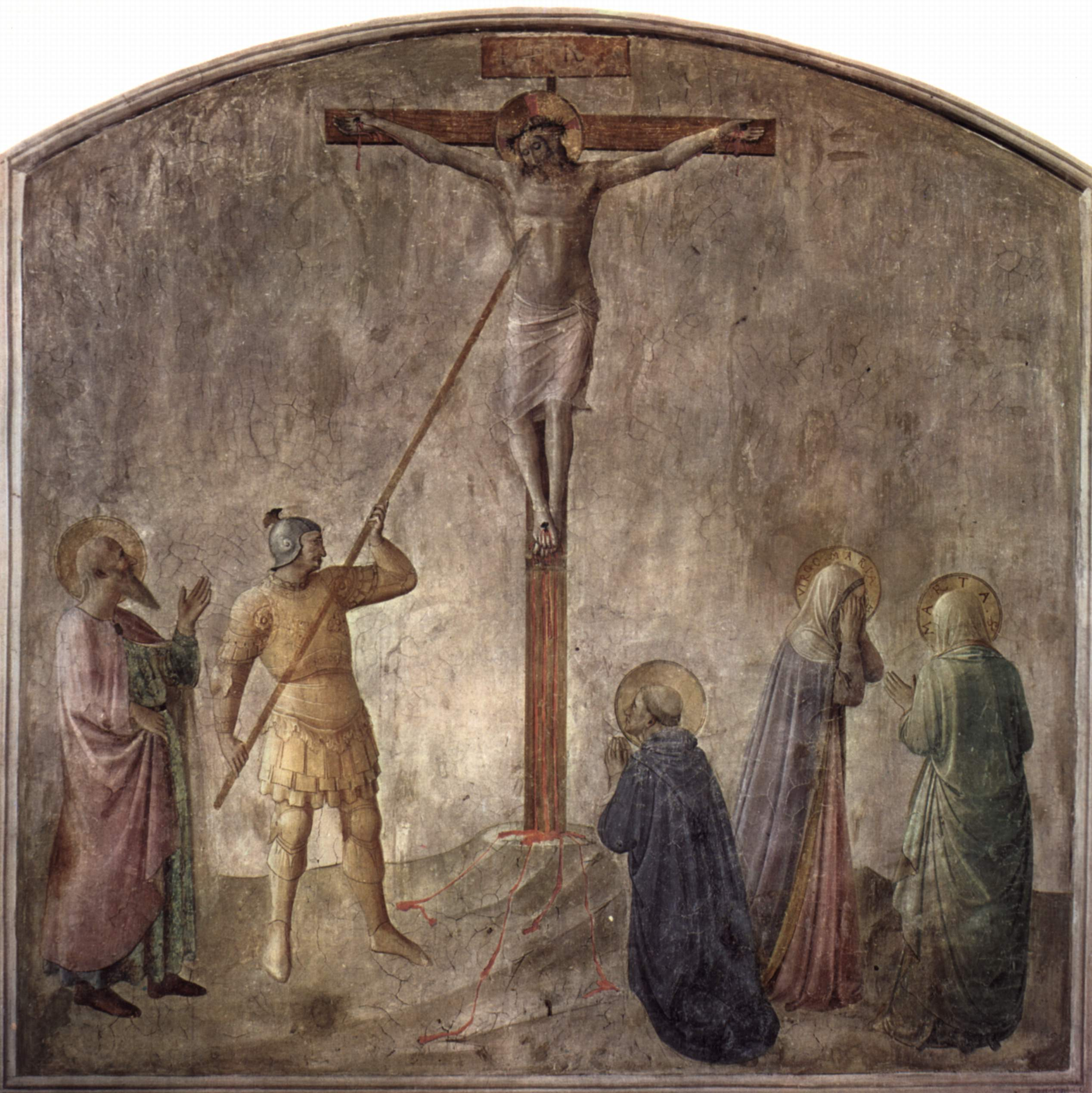
A perfuração do lado de Jesus pela Santa Lança de Longino, afresco de Fra Angelico (1395–1455), San Marco, Florença.

As cinco chagas consistiam de uma através de cada mão ou punho, uma através de cada pé e uma no peito. 
- Duas das feridas estavam nas mãos ou nos pulsos, onde pregos foram inseridos para fixar Jesus na trave da cruz na qual ele foi crucificado. De acordo com o especialista forense Frederick T. Zugibe, a região mais plausível para o local de entrada do prego no caso de Jesus é a parte superior da palma da mão inclinada em direção ao pulso, já que essa área pode suportar facilmente o peso do corpo, garante que nenhum osso seja quebrado, marca o local onde a maioria das pessoas acreditava estar, explica onde a maioria dos estigmatas exibiram suas feridas e é onde artistas ao longo dos séculos o designaram. Essa posição resultaria em aparente alongamento dos dedos da mão devido à compressão.[3]
- Duas foram através dos pés, onde os pregos[4] passaram através de ambos para o feixe vertical.[5]
- A ferida final foi no lado do peito de Jesus, onde, de acordo com o Novo Testamento, seu corpo foi perfurado pela lança de Longino, para ter certeza de que ele estava morto. O Evangelho de João afirma que sangue e água derramaram desta ferida (João 19:34–KJV). Embora os Evangelhos não especifiquem de que lado ele foi ferido, era convencionalmente mostrado na arte como sendo no lado direito de Jesus, embora algumas representações, principalmente um número de Rubens, mostrem no lado esquerdo.[6]

O exame das chagas pelo apóstolo São Tomé, o "Duvidoso", relatado apenas no Evangelho de João em João 20: 24-29, foi foco de muitos comentários e frequentemente retratado na arte, onde o assunto tem o nome formal de "Incredulidade de Tomé".

## Devoções às Santas Chagas

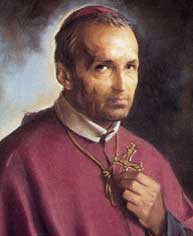
Santo Afonso de Ligório

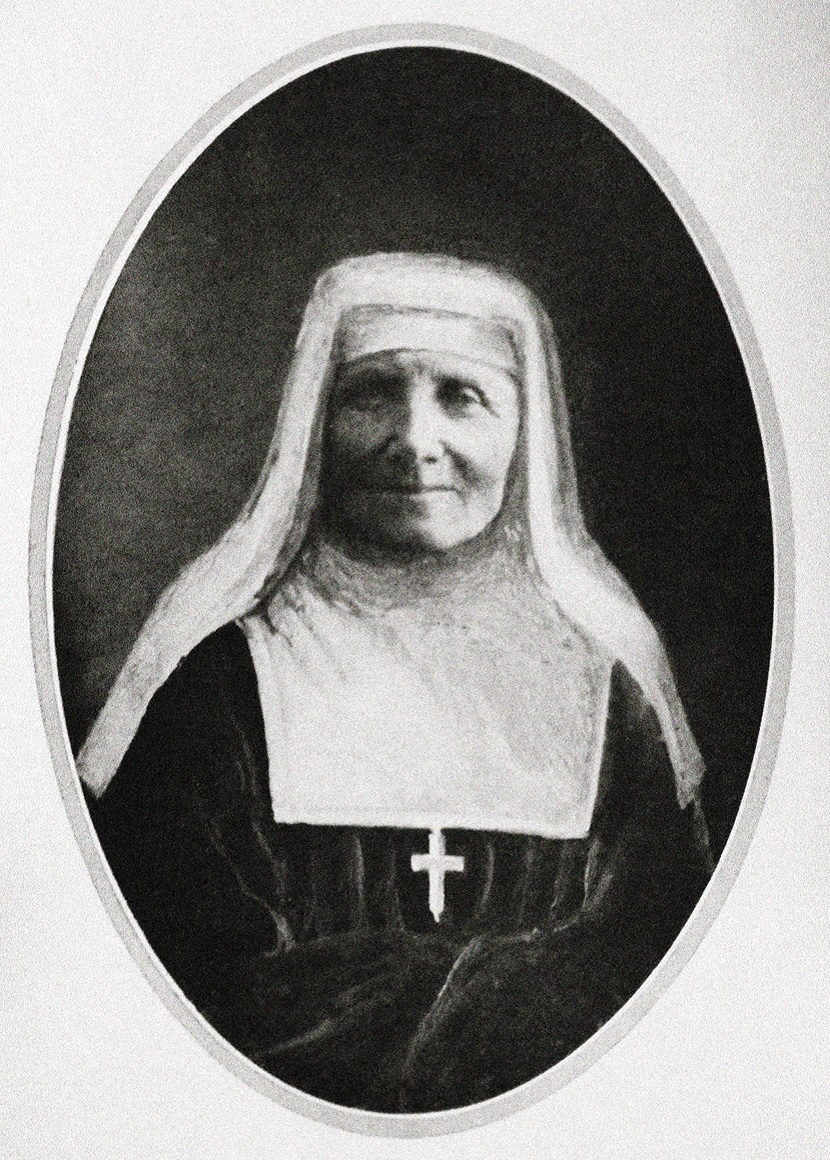
Irmã Maria Marta Chambon

Em seu livro de 1761, A Paixão e a Morte de Jesus Cristo, Santo Afonso Maria de Ligório, fundador dos Congregação do Santíssimo Redentor (Padres Redentoristas), listou, entre vários exercícios piedosos, o Terço das Cinco Chagas de Jesus Crucificado.
O Terço Passionista das Cinco Chagas foi desenvolvido em Roma em 1821. Uma coroa das Cinco Chagas foi aprovada pela Santa Sé em 11 de agosto de 1823 e novamente em 1851. Consiste em cinco divisões, cada uma composta por cinco glórias em honra das Chagas de Cristo e uma ave-maria em memória da Mãe Dolorosa. A bênção das contas é reservada aos passionistas.
O Rosário das Santas Chagas (também chamado de "Terço das Santas Chagas") foi introduzido pela primeira vez no início do século XX pela Venerável Irmã Maria Marta Chambon, monja católica do Mosteiro da Ordem da Visitação de Santa Maria em Chambéry, na França.

## Uso simbólico

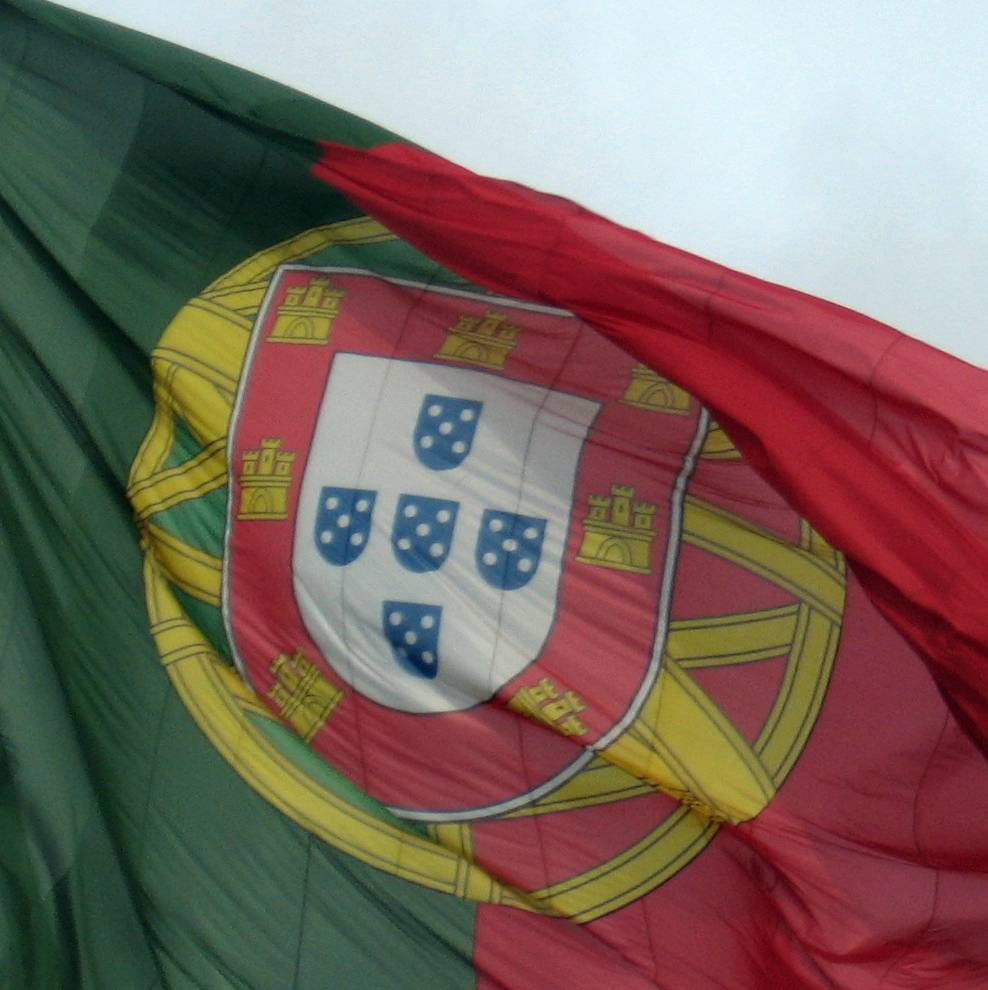
A Bandeira de Portugal: os escudos azuis representam as Santas Chagas de Cristo.

Já em 1139, D. Afonso Henriques colocara o emblema das cinco chagas de Cristo em seu brasão como rei de Portugal. Segundo um relato do monarca, o próprio Jesus lhe terá aparecido e mostrado as Suas santas chagas antes da conquista do território português.
A Cruz de Jerusalém, ou a "Cruz dos Cruzados", lembra as cinco chagas através de suas cinco cruzes. As feridas sagradas tem sido usadas como um símbolo da Cristandade. Os participantes das cruzadas costumavam usar a Cruz de Jerusalém, um emblema representando as feridas sagradas; uma versão ainda está em uso hoje na bandeira da Geórgia. As "Cinco Chagas" foram o emblema da "Peregrinação da Graça", uma revolta no norte da Inglaterra em resposta à Dissolução dos Mosteiros de Henrique VIII. 
Ao consagrar um altar, várias igrejas cristãs ungem-no em cinco lugares, indicativo das Cinco Chagas Sagradas. As igrejas ortodoxas orientais às vezes têm cinco cúpulas, simbolizando as Cinco Chagas Preciosas, juntamente com o simbolismo alternativo de Cristo e dos Quatro Evangelistas.

## Na música sacra
O poema medieval Salve mundi salutare (também conhecido como Rhythmica oratio) era atribuído anteriormente a São Boaventura ou Bernardo de Claraval, mas agora é considera-se mais provavelmente ter sido escrito pelo abade cisterciense Arnulfo de Lovaina (m. 1250). Uma longa meditação sobre a Paixão de Cristo, é composto por sete partes, cada uma pertencente a um dos membros do corpo crucificado de Cristo. Popular no século XVII, foi organizado como um ciclo de sete cantatas em 1680 por Dieterich Buxtehude. Seu Membra Jesu Nostri de 1680, é dividido em sete partes, cada uma dirigida a um membro diferente do corpo crucificado de Cristo: pés, joelhos, mãos, lado, peito, coração e cabeça, apropriados por versículos selecionados do Antigo Testamento que contêm prefigurações. 
A cantata chegou até nós mais amplamente conhecida como o hino Ó Fronte Ensanguentada nomeado a partir da estrofe final de um poema dirigido à cabeça de Cristo que começa com "Salve caput cruentatum". Traduzido pelo hinista luterano Paul Gerhardt, Johann Sebastian Bach organizou a melodia e usou cinco estrofes do hino em sua "Paixão de São Mateus". Franz Liszt incluiu um arranjo deste hino na sexta estação, Santa Verônica enxuga o Santo Rosto, em sua Via crucis (Estações da Cruz). 

## Na arte

A Incredulidade de São Tomé por Caravaggio (1601-02).

Na arte, a questão da Dúvida de Tomé, ou a Incredulidade de São Tomé, é comum desde pelo menos o início do século VI, quando aparece nos mosaicos da Basílica de Santo Apolinário Novo em Ravena, e nas ampolas de Monza. Entre os exemplos mais famosos estão o par esculpido de Cristo e São Tomé, de Andrea del Verrocchio (1467-1483), para a Igreja de Orsanmichele em Florença e A Incredulidade de São Tomé, de Caravaggio, agora em Potsdam. 
Na Idade Média posterior, Jesus com um lado da túnica puxado para trás, exibindo a ferida do lado e as outras quatro feridas (chamada ostentatio vulnerum, "exibição das feridas"), foi tirado de imagens com Tomé, o Duvidoso, e se tornou numa imagem exclusiva de Jesus, que freqüentemente coloca seus próprios dedos na ferida ao seu lado. Essa forma tornou-se uma característica comum de figuras icônicas únicas de Jesus e de temas como o Juízo Final (do qual a Catedral de Bamberg tem um exemplo inicial de cerca de 1235), Cristo em Majestade, o Homem das Dores e Cristo com a Arma Christi, e foi usado para enfatizar o sofrimento de Cristo, bem como o fato de sua ressurreição.